# Plioplatecarpinae

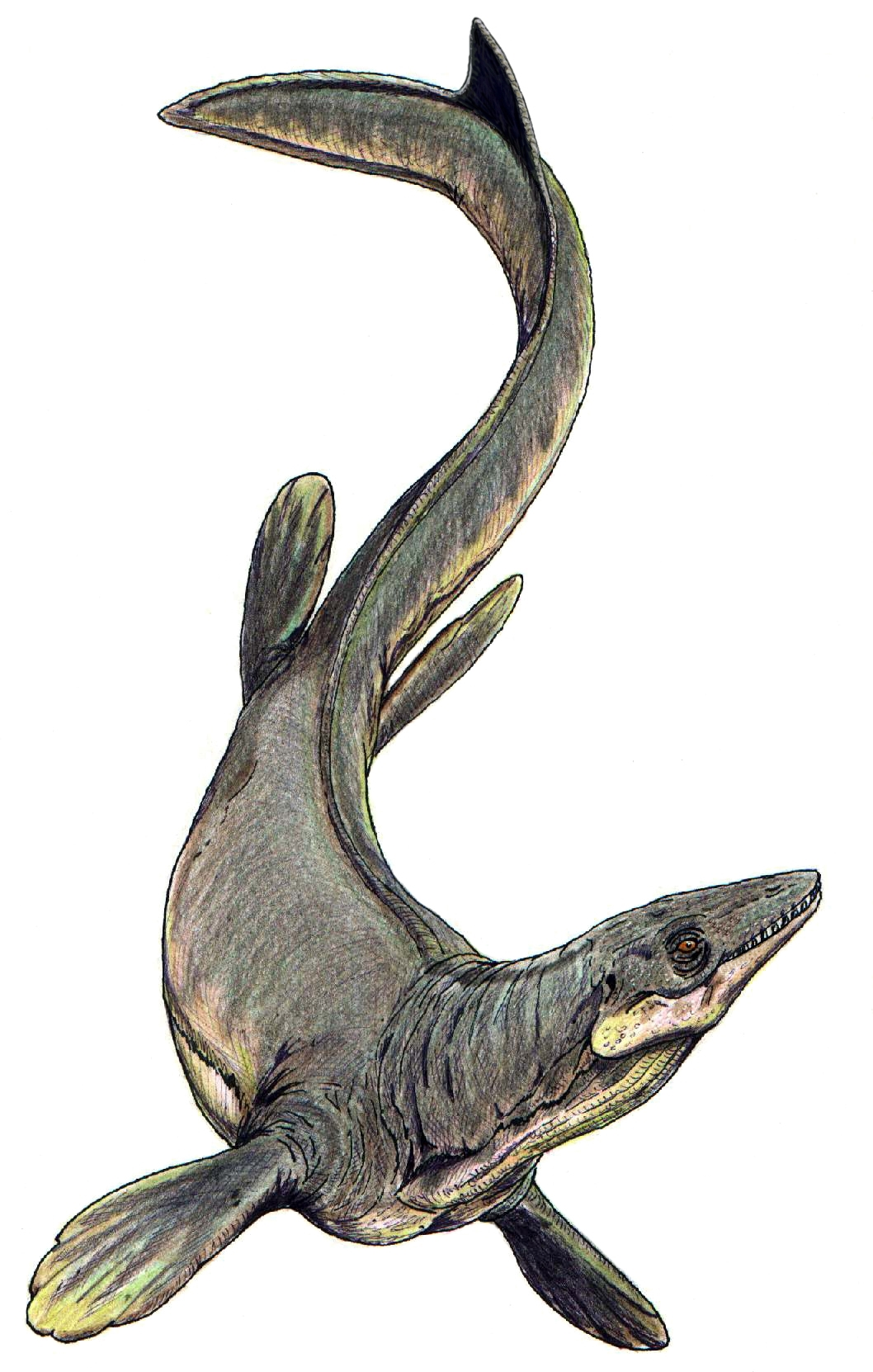
Ілюстрація

Plioplatecarpinae — підродина мозазаврів, різноманітна група морських рептилій пізньої крейди. Члени підродини були знайдені на всіх континентах, хоча випадки появи в Австралії залишаються сумнівними. Підродина включає роди Latoplatecarpus, Platecarpus, Plioplatecarpus, Plesioplatecarpus.
Пліоплатекарпіни були малими та середніми мозазаврами, які були порівняно швидкими та спритними порівняно з мозазаврами інших підродин. Перші Plioplatecarpinae з'являються в туроні та є одними з найдавніших мозазаврів, і клада зберігається протягом усього маастрихтського періоду, який становить приблизно 24 мільйони років. Підродина, очевидно, сильно постраждала під час погано вивченого вимирання мозазаврів у середньому кампані, і його роди, схоже, зіткнулися з конкуренцією з боку мозазаврів протягом маастрихту, що призвело до зменшення чисельності та різноманітності.
Етимологія цієї групи походить від роду Plioplatecarpus (грец. pleion = «більше» + грец. plate = «весло» + грец. karpos = «зап'ястя»).